# Tamsahelte
Tamsahelte is een klein dorp in de Marokkaanse provincie Zagora. Het dorp bevindt zich in het zuidoosten van Marokko, ongeveer 10 kilometer ten noordwesten van Tazzarine en 20 kilometer ten oosten van N'Kob.

## Nabijgelegen dorpen
- Abdi N'Ilamchane
- Aït Ouazik
- N'kob
- Oum Errommane
- Tanoumrite
- Tazzarine
- Timarrighine